# Huansu S6

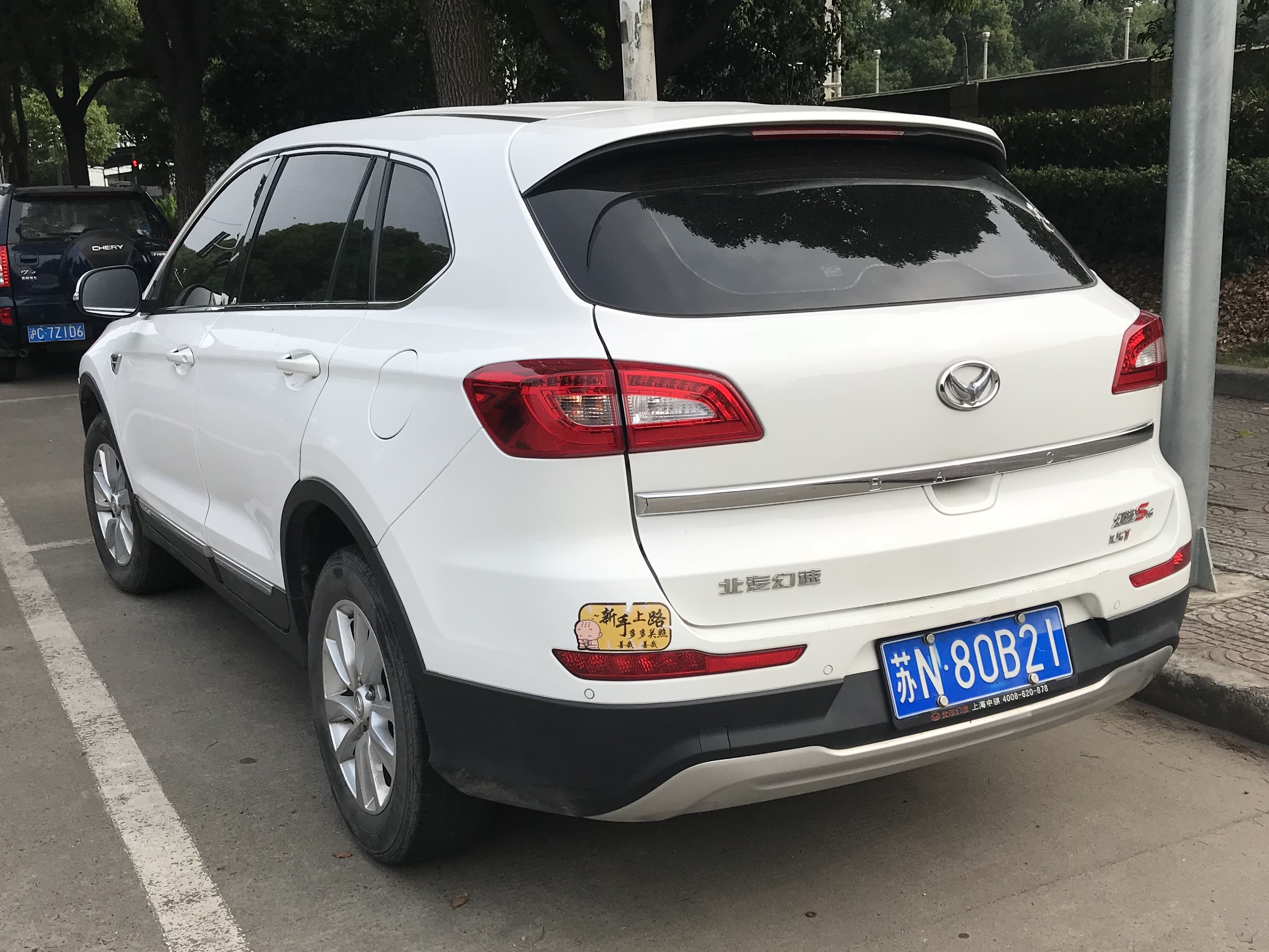
Вид сзади

Huansu S6 — пятиместный компактный кроссовер, выпускавшийся суббрендом Huansu компаний BAIC Motor и Yinxiang Group. 

## Описание
Huansu S6 выпускался компанией Beiqi Yinxiang Automobile на той же платформе, что и Senova X65. Официальный запуск автомобиля состоялся в сентябре 2015 года. Ценовой диапазон варьировался от 88800 до 116800 юаней.

## Технические характеристики
Huansu S6 оснащался четырёхцилиндровым бензиновым двигателем объёмом 1498 см3, мощностью 110 кВт. Коробка передач — шестиступенчатая механическая или бесступенчатая.

## Продажи
В 2015 году в Китае было продано 5883 автомобиля Huansu S6. За четыре последующих года количество изменилось до 45345, 23246, 2607 и 1798. К январю 2020 года насчитывалось 600 автомобилей, а к февралю — 200.